# Pavlivka, Vasîlkivka
Pavlivka (în ucraineană Павлівка) este localitatea de reședință a comunei Pavlivka din raionul Vasîlkivka, regiunea Dnipropetrovsk, Ucraina.

## Demografie
Componența lingvistică a localității Pavlivka
     Ucraineană (96,02%)
     Rusă (2,97%)
     Alte limbi (0,47%)
Conform recensământului din 2001, majoritatea populației localității Pavlivka era vorbitoare de ucraineană (96,02%), existând în minoritate și vorbitori de rusă (2,97%).